# Noemie Fox
Noemie Fox (* 19. März 1997 in Marseille, Frankreich) ist eine australische Kanutin, die im Kanuslalom aktiv ist.

## Karriere
Fox stammt aus einer kanuaffinen Familie. Ihr Vater Richard Fox, ein Brite, der seit 1998 in Australien arbeitet und seit 2005 auch dort mit seiner Familie lebt, wurde sechsfacher Weltmeister im Kanuslalom. Ihre Mutter Myriam Fox-Jerusalmi, eine Französin, sicherte sich acht WM-Titel im Kanuslalom. Beide nahmen auch mehrfach an Olympischen Spielen teil. Auch ihre Schwester Jessica Fox und ihre Tante Rachel Crosbee sind im Kanuslalom aktiv bzw. aktiv gewesen. Ihre Familie ist jüdisch.
Sie gab 2015 beim Weltcup in Krakau ihr internationales Debüt. Ihre erste Medaille sicherte sie sich bei den Weltmeisterschaften 2017 in Pau, als sie im Mannschaftswettbewerb im Einer-Canadier zusammen mit ihrer Schwester Jessica und Rosalyn Lawrence die Silbermedaille gewann. Zwei Jahre darauf folgte in La Seu d’Urgell der erste Titelgewinn mit dem Sieg in der Mannschaftskonkurrenz im Einer-Canadier. Erneut bildete sie mit ihrer Schwester Jessica und Rosalyn Lawrence den Kader. 2023 gelang ihr in London mit der Mannschaft im Einer-Kajak der nächste Weltmeistertitel, den sie wiederum mit ihrer Schwester Jessica und außerdem mit Kate Eckhardt gewann.
Bei den Olympischen Spielen 2024 in Paris trat Fox im Kajak-Cross an. Sie begann den Wettbewerb mit einem achten Platz im Zeitfahren und gewann daraufhin ihre Läufe in der ersten Runde, im Viertelfinale und im Halbfinale. Den Finallauf bestritt sie gegen die Französin Angèle Hug, die Britin Kimberley Woods und Elena Lilik aus Deutschland. Während Lilik wegen eines verpassten Tores disqualifiziert wurde, überquerte Fox als Erste die Ziellinie vor Hug und Woods, sodass sie als Olympiasiegerin die Goldmedaille gewann.
Fox schloss an der Universität Sydney 2019 ein Bachelorstudium in Medien und Kommunikation sowie 2021 ein Masterstudium in Management ab.